# Robert Anderson (Autopionier)
Robert Anderson war ein schottischer Erfinder und Autopionier, der etwa zur gleichen Zeit wie die niederländische und amerikanische Konkurrenz in den 1830ern ein erstes Elektroauto baute, also nach den Dampf-Fahrzeugen von Nicolas-Joseph Cugnot (evtl. Ferdinand Verbiest) aber vor den Autos mit Verbrennungsmotor von Étienne Lenoir (1863) und Carl Benz (1885).

## Leben
Anderson lebte im 19. Jahrhundert und gilt durch seinen „Elektrokarren“ als der Wegbereiter des Automobiles. Er baute ihn um 1832 in Aberdeen in Ostschottland, lange vor dem ersten Automobil mit Verbrennungsmotor.Andere Quellen benennen 1839 als Entstehungsjahr. Im Jahr 1835 wurden Konkurrenzmodelle von einem niederländischen Team in Groningen um Sibrandus Stratingh und Christopher Becker gebaut. Auch der Amerikaner Thomas Davenport stellte 1835 ein elektrisches Schienenfahrzeug vor. Laut einer Sendung des Bayerischen Rundfunks soll Anderson das elektrisch angetriebene Fahrzeug 1835 auf einer Industrieausstellung gezeigt haben.